# Городнянский городской совет
Городнянский городской совет (укр. Городнянська міська рада) — входит в состав Городнянского района Черниговской области Украины.
Административный центр городского совета находится в г. Городня.

## Населённые пункты совета
- г. Городня
- с. Алешинское
- с. Вокзал-Городня
- с. Павло-Ивановское
- пос. Ясеновка